# Associação Recreativa de Sequeirô
A Associação Recreativa de Sequeirô é uma colectividade da freguesia de Sequeirô em Portugal, concelho de Santo Tirso, distrito do Porto. Esta agremiação teve origem no Grupo Musical de Sequeirô, mais conhecido na região por Tuna de Sequeirô.

## Galeria

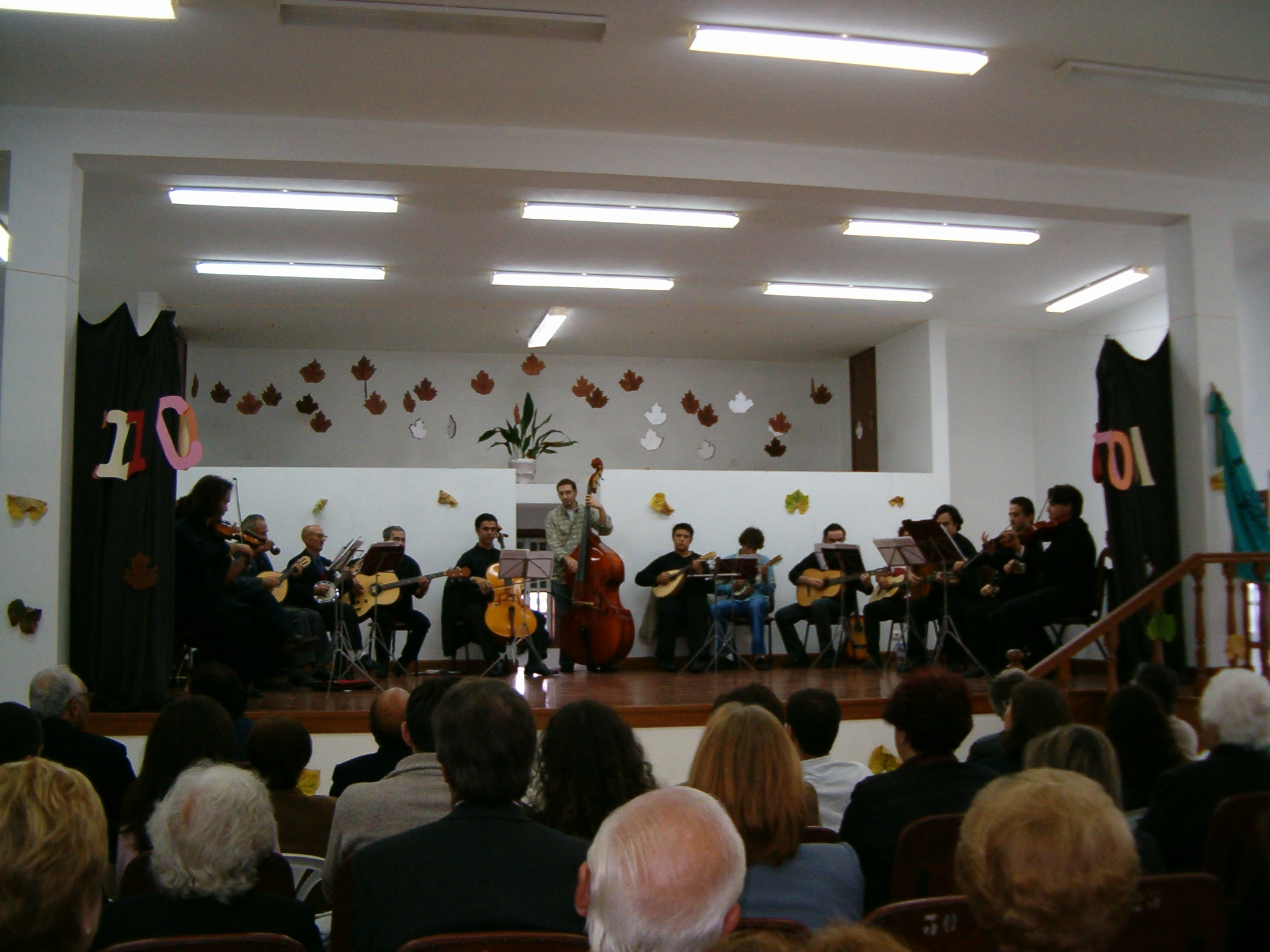
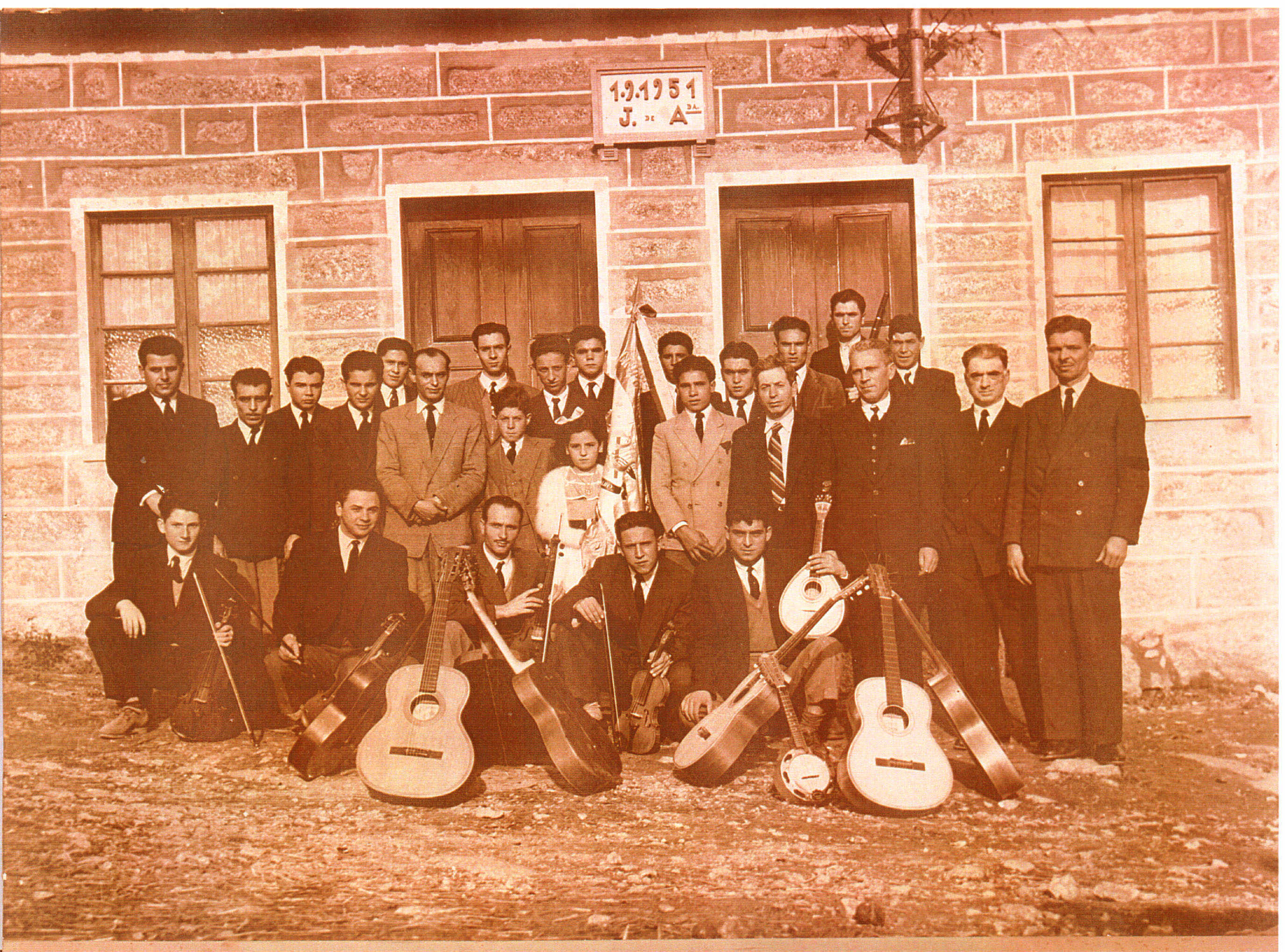
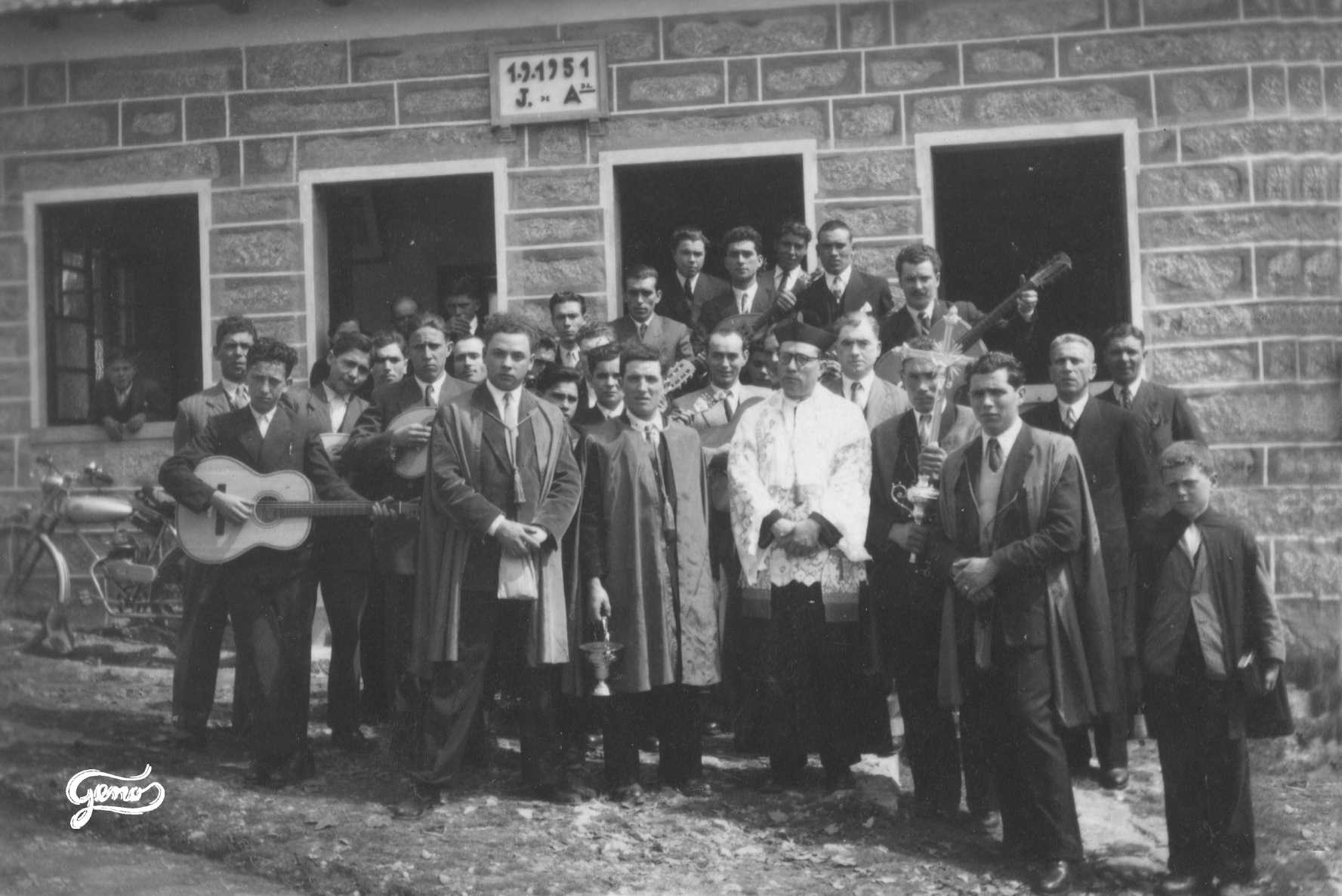

## História
As notícias mais antigas disponíveis sobre a Tuna de Sequeirô remontam à organização dum grupo musical para animar sessões de teatro que tinham como objectivo angariar fundos para a construção da torre da actual igreja velha de Sequeirô, que veio a ser inaugurada em 1936. Sabe-se que este agrupamento musical ensaiou em vários locais, tais como a Vila Olinda, no lugar de São Martinho. Posteriormente, e a par da popularidade que o teatro gozava à época, concertou esta orquestra bastantes peças teatrais pela freguesia e arredores, dirigida pelo Senhor António Pinheiro.
À primeira metade dos anos 1940 dá-se uma interrupção. Posteriormente nascem vários grupos e no final da mesma década fundem-se num só. É este o marco mais importante da associação: em 1951, José de Almeida finaliza no dia 1 de Setembro a  construção propositada de um edifício sede no Alto das Lajes para alugar à Tuna, passando esta a usufruir de melhores condições para ensaiar. Sua organização começa a definir-se já como associação com fins cénicos, musicais, desportivos e recreativos.
Ao mesmo tempo inicia-se o processo de legalização da colectividade, o que acaba por acontecer em 1957. Por esta altura, a Tuna alcançou elevada reputação a nível regional dado que, além do grupo musical, também possuía grupo cénico. Já nos fins dos anos 1960, e com o emergente fenómeno da emigração maciça para outros países da Europa, findou este percurso da Tuna por falta de elementos. Na década de 1970, a sede social mudou-se para um edifício localizado cem metros a oeste, de propriedade do Mestre Bouças.

## Estrutura

### Ampliação das atividades
No início dos anos oitenta é reabilitada a actividade musical. O futebol e o atletismo, até aí esporádicos, entram definitivamente na rotina da associação. Em 1993 é inaugurada a nova sede, em terreno baldio oferecido pela Junta de Freguesia situado no mesmo lugar, e em 1998 é novamente restabelecida a Tuna, conjuntamente com uma escola de música.
A Associação Recreativa de Sequeirô participa nos torneios concelhios de futebol masculino e feminino, nos escalões sénior, júnior, juvenis, iniciados e escolinhas. Possui espaço internet, mini-biblioteca e salão de festas.